# Vérbogár
A vérbogár (Lygistopterus sanguineus) a rovarok (Insecta) osztályának a bogarak (Coleoptera) rendjéhez, ezen belül a mindenevő bogarak (Polyphaga) alrendjéhez és a hajnalbogárfélék (Lycidae) családjához tartozó faj. Magyarországon a család leggyakoribb faja.

## Elterjedése
Elterjedési területe Európa, Ázsia és Észak-Afrika.

## Életmódja

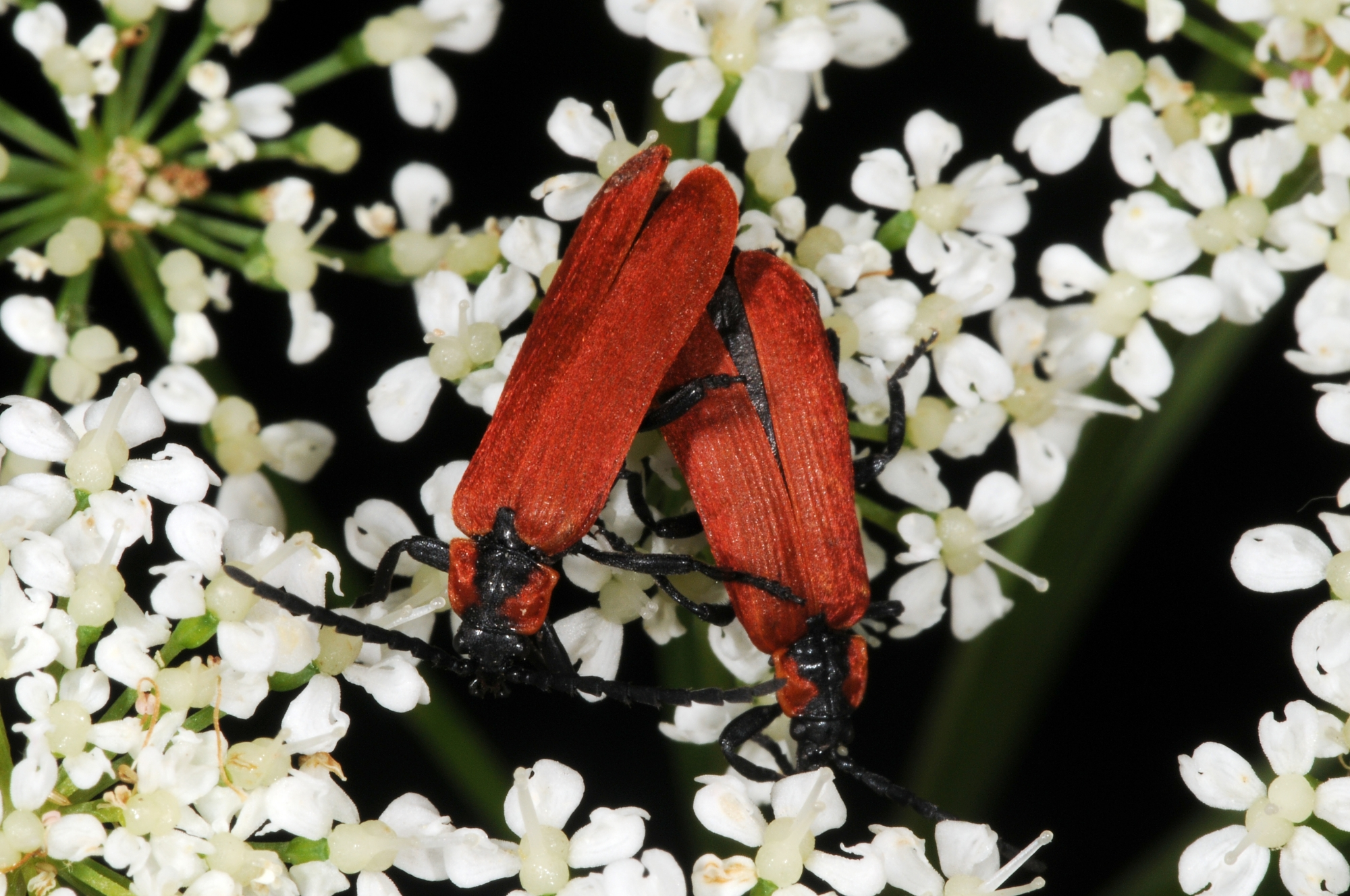
Leggyakrabban ernyősvirágzatúakon találhatóak meg

## Fordítás
- Ez a szócikk részben vagy egészben  a   Lygistopterus sanguineus című norvég Wikipédia-szócikk fordításán alapul.  Az eredeti cikk szerkesztőit annak laptörténete sorolja fel. Ez a jelzés csupán a megfogalmazás eredetét és a szerzői jogokat jelzi, nem szolgál a cikkben szereplő információk forrásmegjelöléseként.